# قطره شاهزاده روپرت

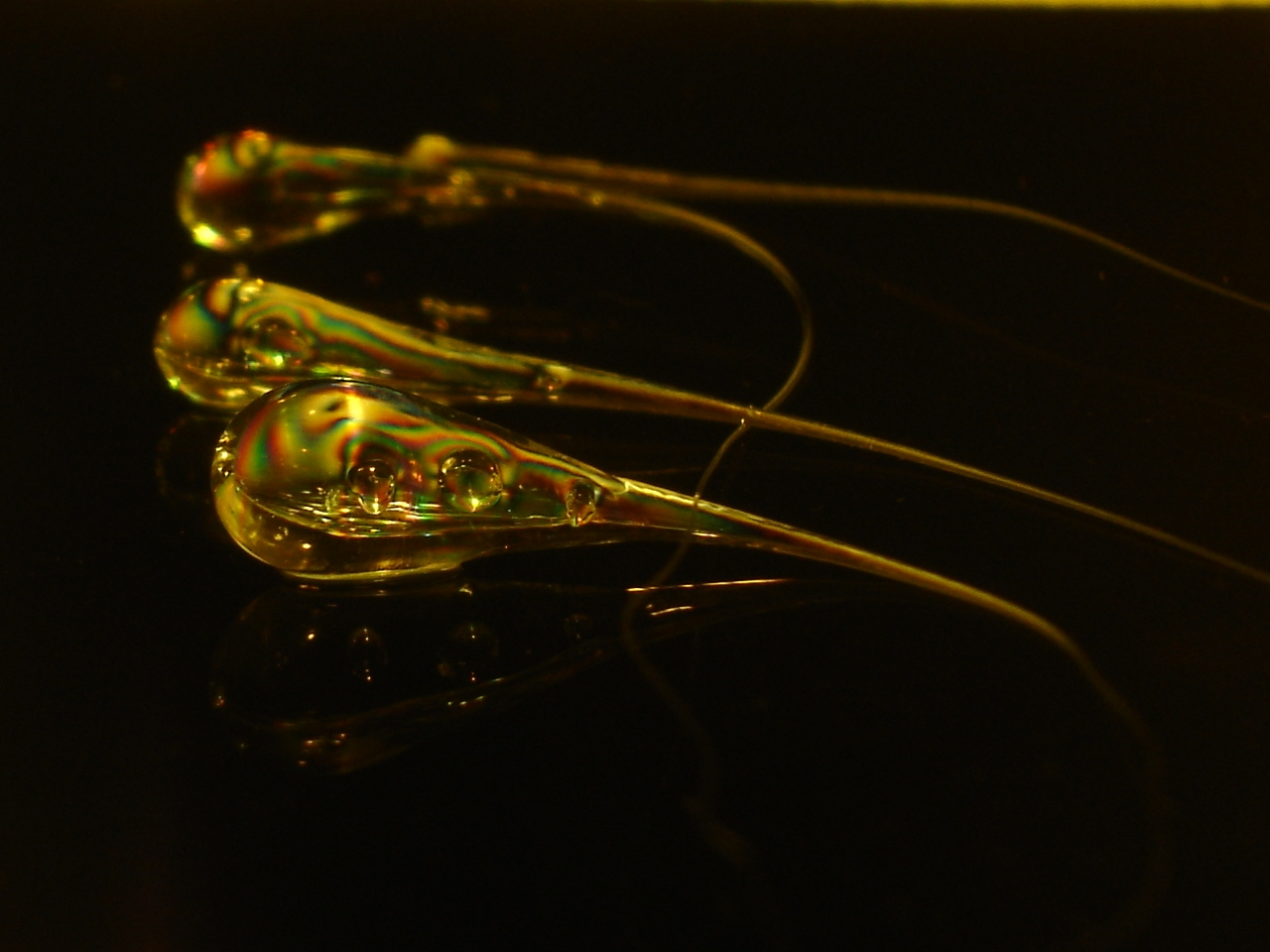
قطره‌های پرنس روپرت

قطرات شاهزاده روپرت (که به اشک هلندی یا باتویا نیز معروف هستند) دانه‌های شیشه ای سخت شده‌ای هستند که با چکیدن شیشه مذاب در آب سرد ایجاد می‌شوند و همین امر باعث می‌شود تا این قطره به شکل یک بچه قورباغه با دمی بلند و نازک درآیند. این قطرات کوچک به دلیل تنش‌های پسماند شکل می‌گیرند که باعث ایجاد خواصی غیر شهودی مانند توانایی تحمل ضربات از چکش یا گلوله در انتهای قسمت پیازی بدون شکستن آن می‌شوند. این ویژگی باعث ظاهر شدن تجزیهٔ انفجاری می‌شود حتی اگر دم کمی آسیب دیده باشد. در طبیعت ساختارهای مشابه تحت شرایط خاصی در گدازه‌های آتشفشانی تولید می‌شوند و به اشک‌های پله(pele's tears) معروف هستند.
این قطره‌ها به نام پرنس روپرت(Prince Rupert of the Rhine) نام گذاری شده‌است، که آنها را در سال ۱۶۶۰ به انگلیس آورد، اگرچه طبق گزارش‌ها این قطرات در اوایل قرن هفدهم در هلند تولید می‌شدند و احتمالاً از مدت‌ها قبل برای شیشه سازان شناخته شده بودند. این ساختارها به عنوان پدیده علمی جدیدی توسط انجمن سلطنتی مورد مطالعه قرار گرفتند و پرده برداری از خواص غیرمعمول آنها احتمالاً منجر به پیشرفت فرایند تولید شیشه نشکن شد که در سال ۱۸۷۴ ثبت اختراع شد. تحقیقات انجام شده در قرن‌های بیستم و بیست و یکم، دلایل خواص متناقض قطره‌ها را روشن کرد.

## توضیحات

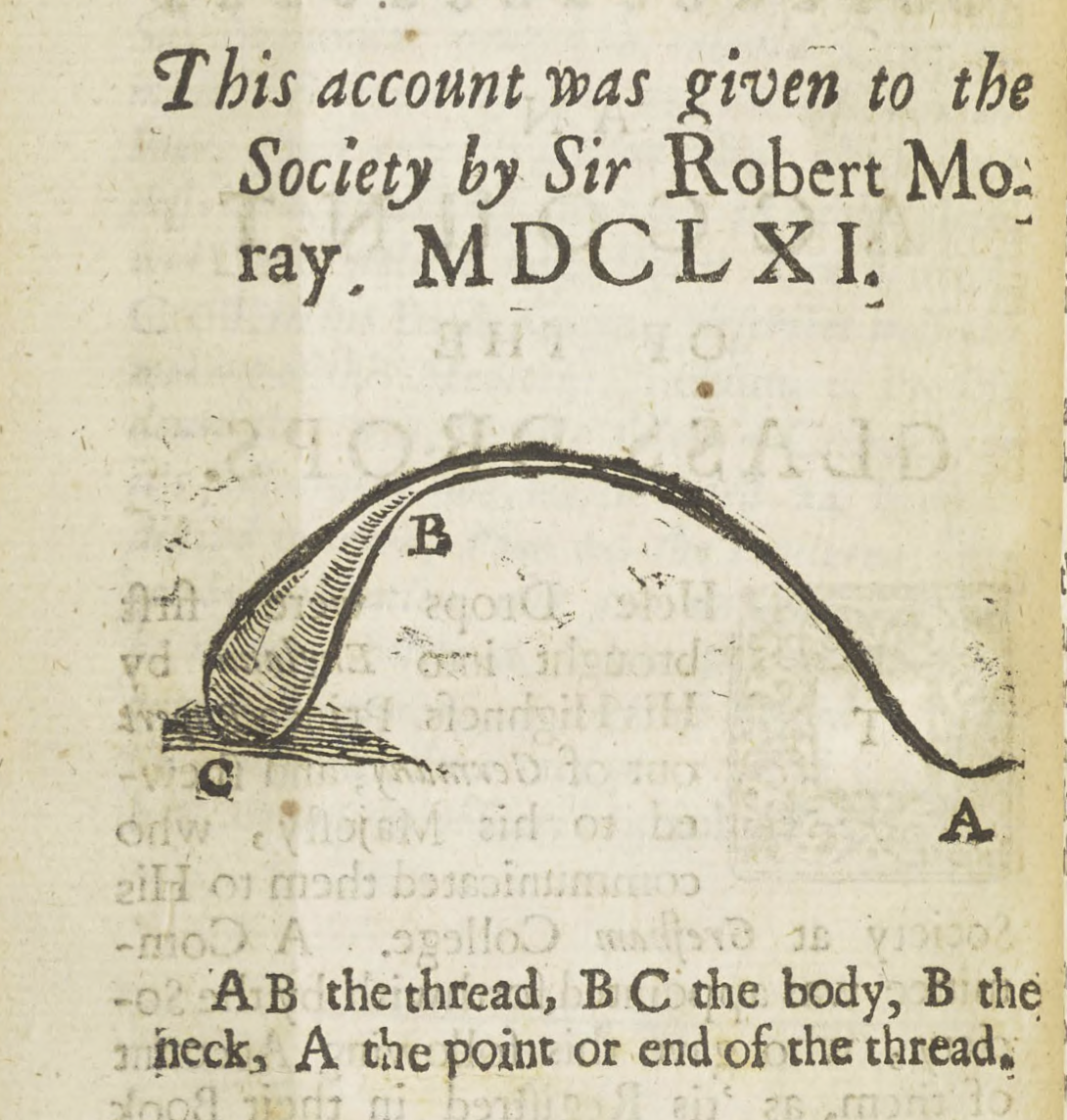
تصویری که قطره پرنس روپرت را نشان می‌دهد، از Account of Drops Glass (قطره‌های شیشه ای) (۱۶۶۱) توسط سر رابرت موری.

قطره‌های پرنس روپرت با ریختن قطره‌های شیشه مذاب در آب سرد ایجاد می‌شوند. آب به سرعت قطره‌ها را خنک می‌کند و شیشه را از خارج به داخل جامد و سخت می‌کند. این فرونشانی حرارتی می‌تواند با استفاده از یک مدل کروی ساده که به سرعت خنک می‌شود توصیف شود. قطره‌های پرنس روپرت به دلیل داشتن دو ویژگی مکانیکی غیرعادی نزدیک به ۴۰۰ سال در یک ابهام علمی باقی ماندند؛ وقتی دم آسیب می‌بیند، قطره به صورت انفجاری به شکل پودر تجزیه می‌شود، در حالی که سر پیازی شکل می‌تواند در مقابل نیروهای فشاری تا حداکثر ۱۵٬۰۰۰ نیوتن (۳٬۴۰۰ پوند-نیرو) مقاومت کند.
تجزیه انفجاری به دلیل وقوع شکاف‌هایی رخ می‌دهد که در هنگام قطع دم به وجود می‌آیند - یک ترک در میدان تنش پسماند کششی در مرکز دم تسریع می‌شود و پس از رسیدن به یک سرعت بحرانی معادل ۱٬۴۵۰–۱٬۹۰۰ متر بر ثانیه (۳٬۲۰۰–۴٬۳۰۰ مایل بر ساعت) با توجه به این سرعت‌های بالا، فرایند تجزیه ناشی از ایجاد انشعاب (دوشاخگی) در شکاف را تنها با مشاهده کردن دم با استفاده از تکنیک‌های تصویربرداری با سرعت بالا نتیجه گرفت. شاید به همین خاطر است که این خاصیت کم‌نظیر قطره‌ها برای قرن‌ها غیرقابل توضیح باقی مانده‌است.
دومین ویژگی غیرمعمول قطره‌ها، یعنی قدرت سرها، ناشی از تنش‌های پسماند فشاری - تا ۷۰۰ مگاپاسکال (۱۰۰٬۰۰۰ پوند بر اینچ مربع) - است که در مجاورت سطح بیرونی سر وجود دارد. این توزیع تنش با استفاده از خاصیت طبیعی دوشکستی شیشه و با استفاده از تکنیک‌های نورپردازی سه بعدی اندازه‌گیری می‌شود. مقاومت بالا در برابر شکستگی که در اثر تنش‌های پسماند فشاری باعث می‌شود تا قطره‌های پرنس روپرت به عنوان یکی از اولین نمونه‌های شیشه نشکن شناخته شده باشد.

## تاریخچه

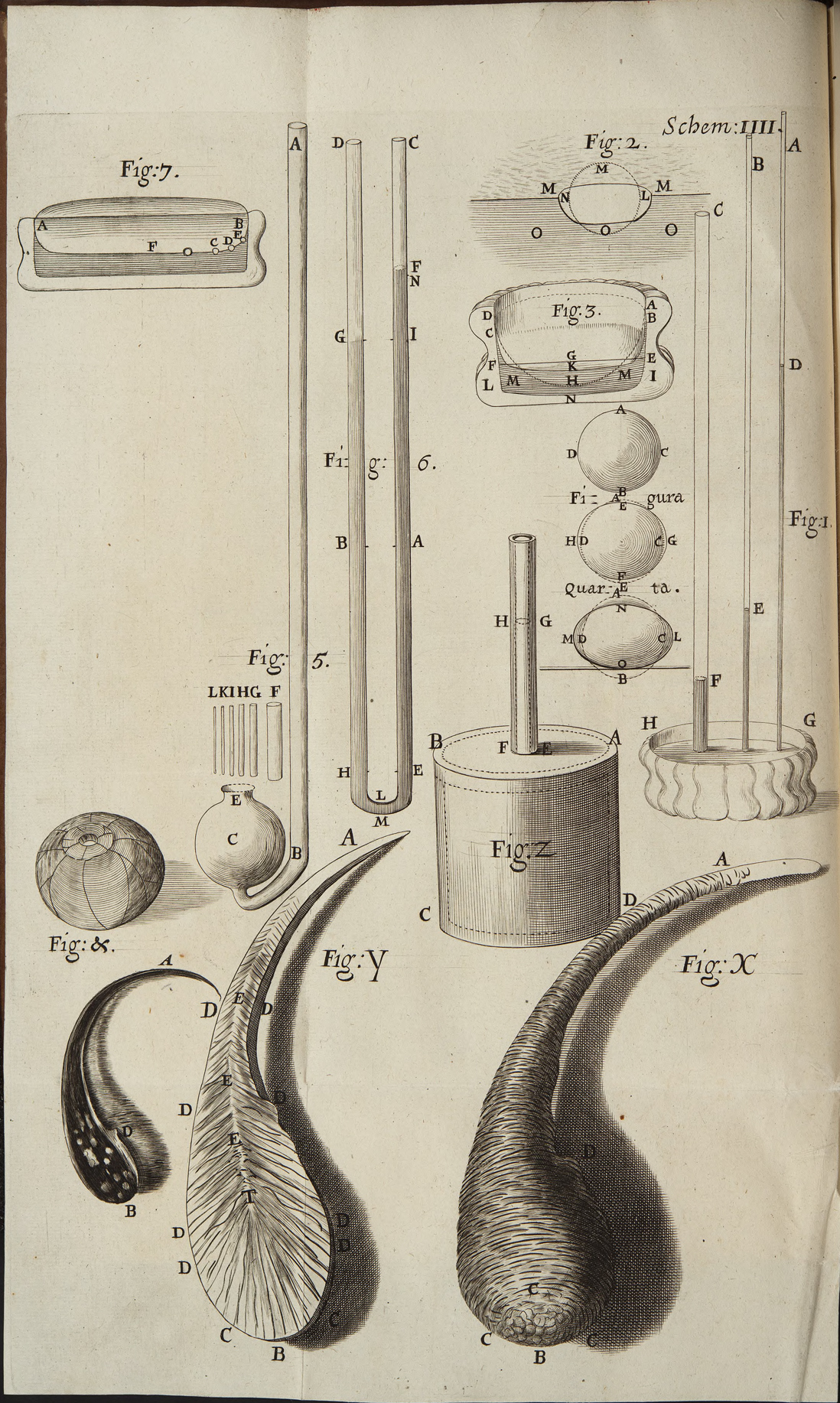
نمایش قطره‌های شیشه ای از کتاب میکروگرافیا(Microgeraphia) رابرت هوک (۱۶۶۵)

یک گزارش علمی دربارهٔ تاریخ اولیه قطره‌های شاهزاده روپرت در یادداشت‌ها و سوابق انجمن سلطنتی لندن آورده شده‌است. عمده مطالعات علمی اولیه در مورد قطره‌های پرنس روپرت در انجمن سلطنتی انجام شدند.
گفته می‌شود که قطره‌ها در اوایل سال ۱۶۲۵ در مکلنبورگ (Mecklenburg) در آلمان شمالی ساخته می‌شده‌اند. با این وجود، ادعا می‌شود که آنها در هلند اختراع شده‌اند (اگرچه گفته می‌شود که از زمان امپراطوری روم شیشه سازان در مورد این موضوع اطلاعات داشته‌اند)، از این رو در قرن هفدهم نامهای رایجی از جمله lacrymae Borussicae (اشک پروس) یا acrymae Batavicae (اشک هلندی) برای آنها وجود داشت. راز چگونگی ساختن آنها برای مدتی در منطقه مکلنبورگ باقی ماند، گرچه قطره‌ها برای فروش به عنوان اسباب بازی یا سرگرمی یا کنجکاوی از آنجا در اروپا پخش می‌شدند.
دانشمند هلندی، کنستانجین هویگنز (Constantijn Huygens) از مارگارت کاوندیش(Margaret Cavendi)، دوشس نیوکاسل (Duchess of Newcastle) خواست تا خواص قطره‌ها را بررسی کند. نظر او پس از انجام آزمایش‌هایی این بود که مقدار کمی از مایع فرار در داخل آن حبس است.
اگرچه شاهزاده روپرت قطره‌ها را کشف نکرد، اما با آوردن آنها به انگلستان در سال ۱۶۶۰، در تاریخ آنها نقش بزرگی را ایفا کرد. او آنها را به پادشاه چارلز دوم داد، او نیز قطره‌ها را به منظور مطالعه علمی در سال ۱۶۶۱ به انجمن سلطنتی (که در سال‌های گذشته ایجاد شده بود) اهدا کرد. تعدادی از نخستین انتشارات انجمن سلطنتی قطره‌ها را توصیف کرده و آزمایش‌های انجام شده را شرح می‌دهند از جمله این انتشارات میکروگرافی (Micrographi) در سال ۱۶۶۵ توسط رابرت هوک (Robert Hook) بود که بعداً قانون هوک کشف کرد. انتشارات او بدون داشتن اطلاعاتی بیش تر از علم آن دوران مثلاً بدون استفاده از خاصیت ارتجاعی (که بعداً خود هوک در آن نقش داشت) و نیز مکانیک شکست قطره‌های پرنس روپرت را به درستی شرح داد. علم مکانیک شکست توسط AA Griffith در سال ۱۹۲۰ کامل تر شد.
در سال ۱۹۹۴، Srinivasan Chandrasekar، استاد دانشگاه پردو(Purdue university)، و Munawar Chudhri، رئیس گروه مواد در دانشگاه کمبریج (university of Cambridge)، از عکاسی با سرعت بالا برای دیدن فرایند خرد شدن قطره‌ها استفاده کردند و نتیجه گرفتند که وقتی سطح قطرات تنش فشار بالایی را تحمل می‌کنند درون آنها نیز تنش کششی بالایی به وجود می‌آید و حالت تعادلی ناپایداری را ایجاد می‌کند که با شکستن دم به راحتی می‌توان آن را برهم زد. با این حال، جای این سؤال باقی می‌ماند که چگونه تنش‌ها در سر تا سر قطره توزیع می‌شوند.
در یک مطالعه عمیق‌تری که در سال ۲۰۱۷ منتشر شد، این تیم با هیلار آبن(Hillar Aben)، استاد دانشگاه صنعتی تالین (Tallinn University of Technology) همکاری کردند و با استفاده از یک قطبش سنج میزان تأخیر نور قرمز رنگ یک LED را پس از عبور از قطره شیشه ای اندازه‌گیری کرده و از داده‌های به دست آمده از آن برای ایجاد توزیع تنش در قطره استفاده کردند. این نشان می‌دهد که سر قطره‌ها تنش فشاری سطح بسیار بالاتری از آنچه قبلاً تصور می‌شد۷۰۰ مگاپاسکال (۱۰۰٬۰۰۰ پوند بر اینچ مربع) را می‌توانند تحمل کنند، اما این لایه فشاری سطحی بسیار نازک است، و تنها در حدود ۱۰٪ قطر سر یک قطره می‌باشد. این موضوع مقاومت شکست بالایی به سر می‌دهد، و این به این معنیست که برای این که قطره بشکند باید ترکی ایجاد کنیم که وارد منطقه تنش درونی شود. از آنجا که ترک‌های سطحی به موازات سطح رشد می‌کنند، نمی‌توانند وارد منطقه تنش شوند اما اختلالی در دم اجازه می‌دهد تا ترک‌ها وارد ناحیه تنش شوند.

## کاربردهای علمی
روند تولید شیشه‌های نشکن با روش فرونشانی (quenching) احتمالاً از مطالعه قطره‌ها الهام گرفته شده‌است، که در پارلمان Francois Barthelemy Alfred Royer de la Bastie، در سال ۱۸۷۴، تنها یک سال پس از آن که V. De Luynes آزمایش‌های خود را بر روی آنها منشر کرد، در انگلستان ثبت اختراع شد.
حداقل از قرن ۱۹ به این پی برده شد که سازه‌هایی مشابه قطره‌های پرنس روپرت در شرایط خاصی در گدازه‌های آتشفشانی تولید می‌شوند. اخیراً محققان دانشگاه بریستول (University of Bristol) و دانشگاه ایسلند (University of Iceland) ذرات شیشه تولید شده توسط شکست انفجاری قطرات پرنس روپرت را در آزمایشگاه مطالعه و بررسی کرده‌اند تا درک بهتری از تکه‌تکه شدن ماگما و تشکیل خاکستر ناشی از تنش‌های حرارتی ذخیره شده در آتشفشان‌های فعال داشته باشند.

## برای مطالعهٔ بیشتر
- Albergotti, Clifton (1989). "Prince Rupert's drops in literature". The Physics Teacher. 27 (7): 530–2. Bibcode:1989PhTea..27..530A. doi:10.1119/1.2342858.
- سر رابرت موری (1661). " یک حساب از قطره‌های شیشه ای "، انجمن سلطنتی (رونویسی ، مرجع بایگانی).